# První Španělská republika
První španělská republika (španělsky Primera República (española)) byl politický režim, který existoval ve Španělsku od 11. února 1873 do 29. prosince 1874.

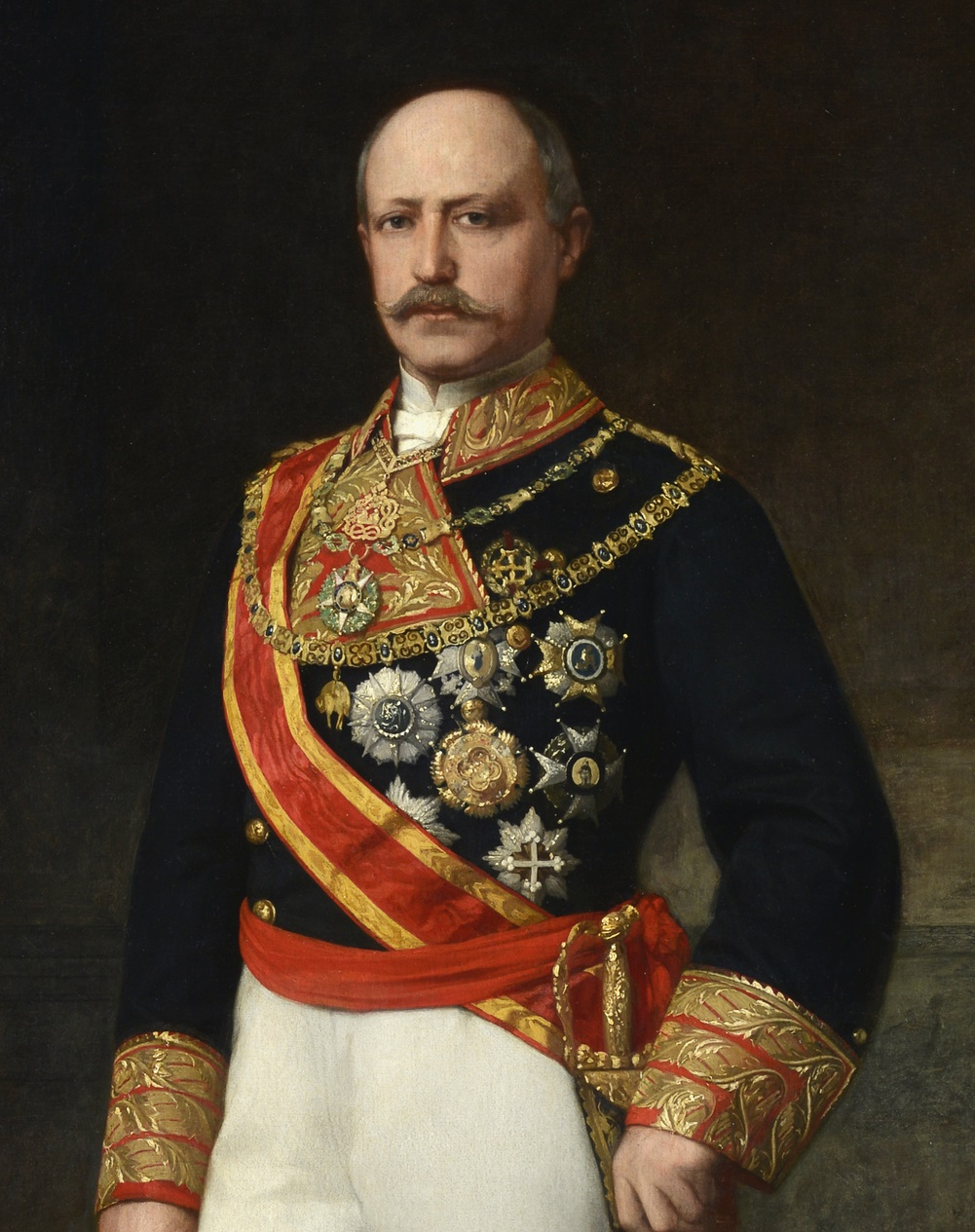
Generál Francisco Serrano y Dominguez, španělský regent, prezident a předseda vlády

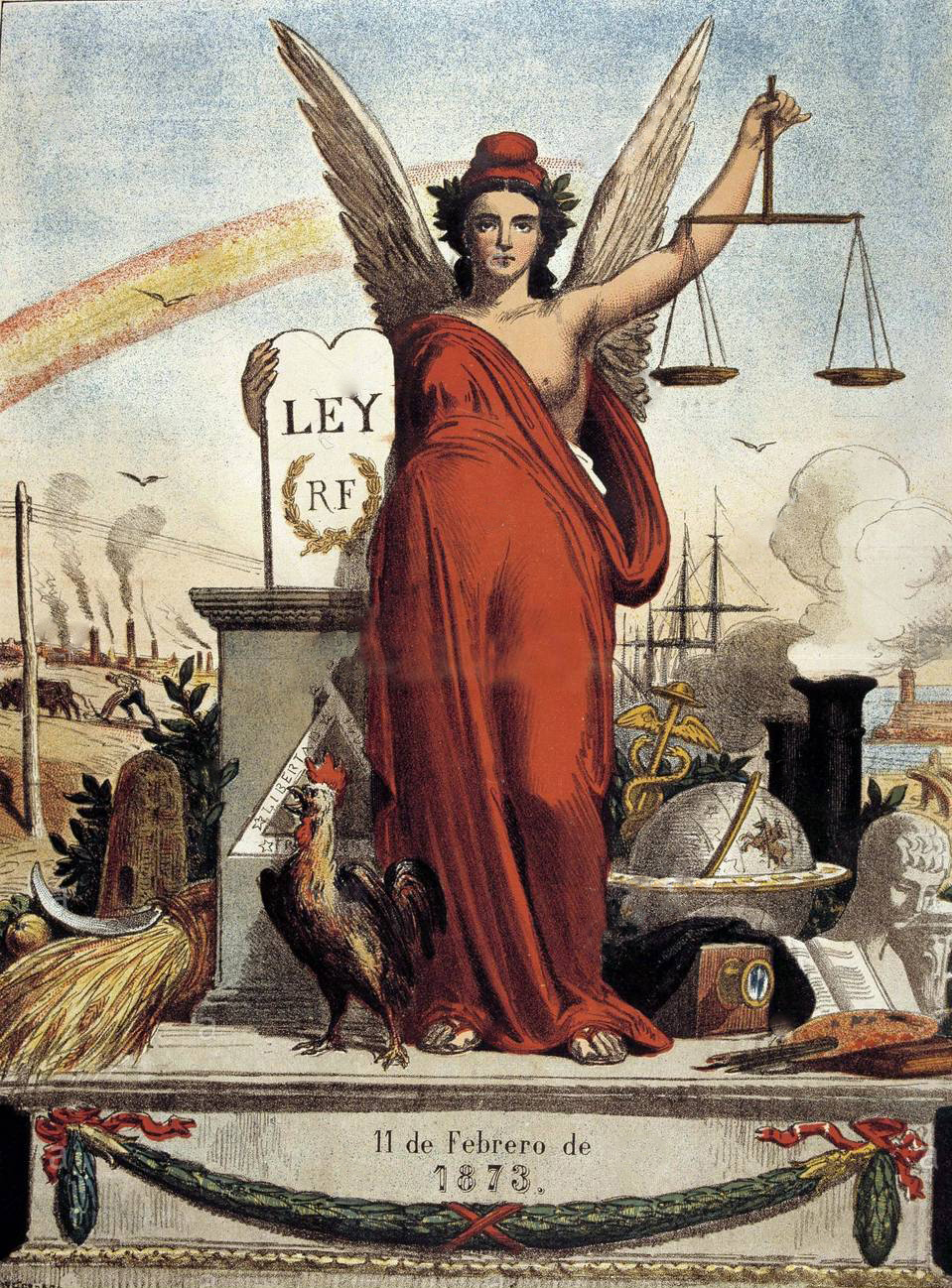
Alegorie Španělské republiky

Založení republiky následovalo po abdikaci krále Amadea dne 10. února 1873. Následujícího dne byla republika vyhlášena parlamentní většinou složenou z radikálů, republikánů a demokratů.
Období bylo charakterizováno napětím mezi federalistickými a unitarististickými republikány, které vyvrcholilo federalistickým kantonálním povstáním roku 1873. V tomto období také skončily povinné vojenské odvody, došlo k omezení dětské práce a zrušení otroctví v Portoriku. Vláda zdědila válečný stav, takzvanou třetí karlistickou válku, probíhající od roku 1872, a rovněž tzv. desetiletou válku na Kubě probíhající od roku 1868.
Lednový převrat v Pavíi v roce 1874 svrhl vládu a otevřel cestu k vojenské republice pod vedením generála Serrana. V prosinci 1874 uspořádal generál Arsenio Martínez Campos v Saguntu státní převrat, který vedl k návratu Bourbonů na trůn a obnovení monarchie.
Španělsko mělo republikánské zřízení ještě jednou, Druhá Španělská republika existovala v letech 1931–1939.